# Ян Фелікс Пиварський
Ян Фелікс Пиварській (пол. Jan Feliks Piwarski, до 20 листопада 1794, Пулави, Пулавський повіт, Люблінське воєводство, Польща — 17 грудня 1859, Варшава, Російська імперія) — польський художник і графік, один з перших польських літографів.

## Біографія
Народився в родині ремісника. Живопис вивчав в майстерні Йозефа Ріхтера. В 1816у переїжджає до Варшави служити канцеляристом в Комісії справедливості. У 1818 році очолив Кабінет малюнка при бібліотеці Варшавського університету і посів місце секретаря університетської бібліотеки.

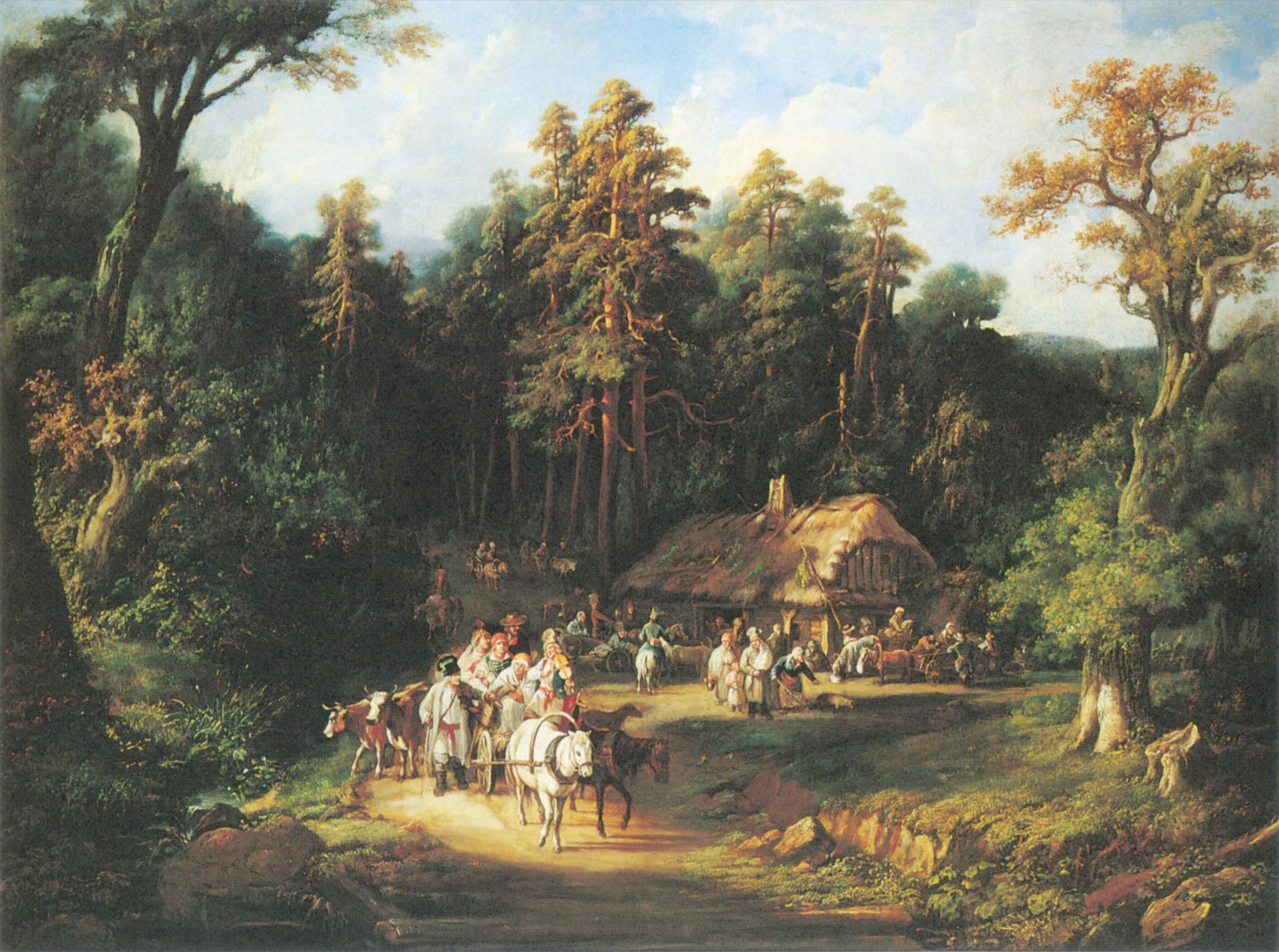
Корчма «Останній грош». 1845

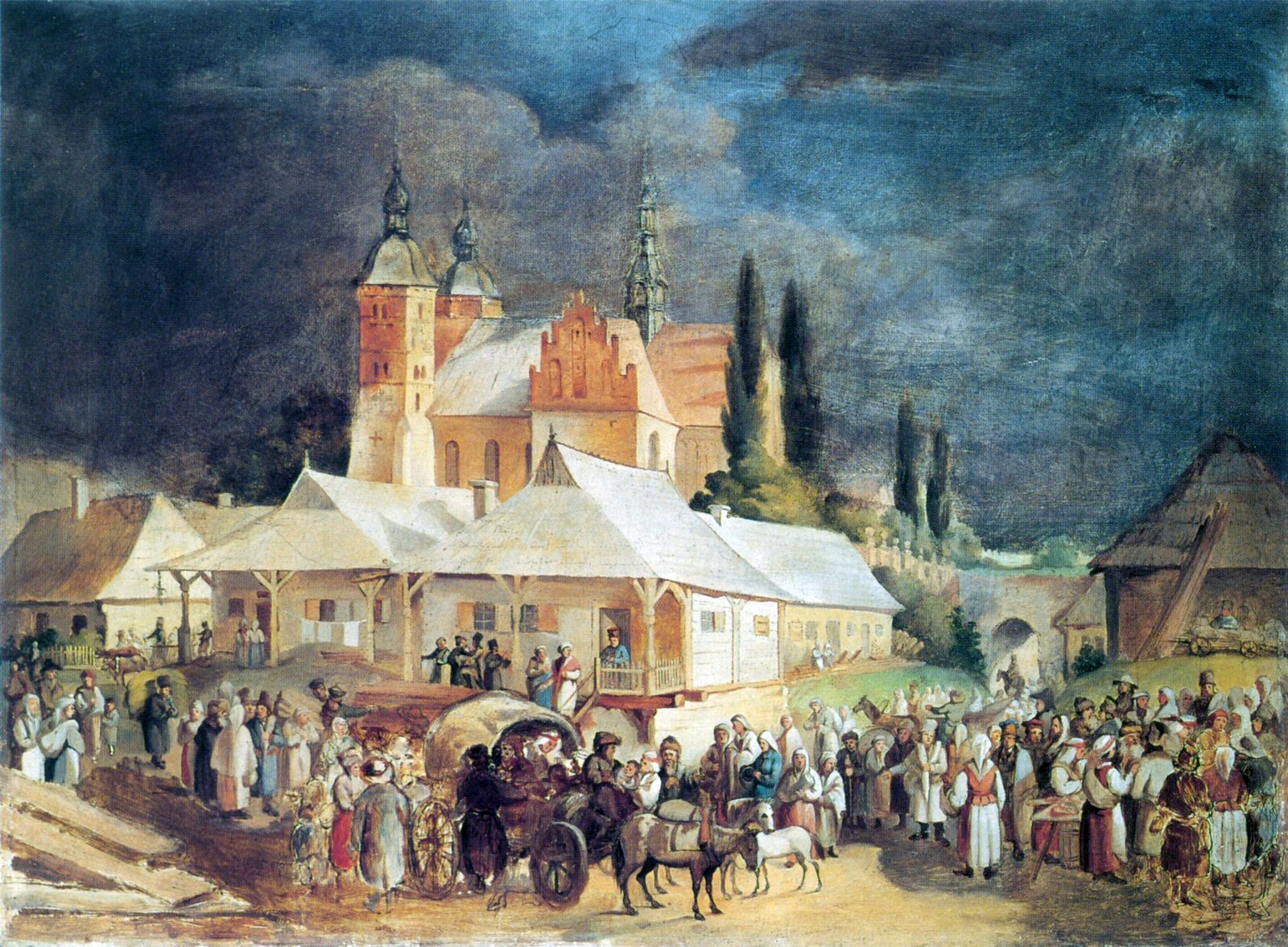
Ринок в Опатові. 1845

У 1819 році на стипендію Комісії релігійних знань і суспільної просвіти здійснив поїздку до Відня, де вивчав техніку малюнка і гравюри в Імператорському кабінеті малюнка. В 1820 повернувся на батьківщину, у 1821—1822 роках — співпрацював з літературною газетою, де публікував статті з мистецтва та історії. У 1820—1830 роках був художнім керівником видавництва «Monumenta Regnum Poloniae Cracoviensis». Спільно з Северином Олещинським впроваджував нову технологію літографії — цинкографію.
В 1825 відвідав Берлін і Дрезден, де вивчав місцеві художні зібрання і переймав досвід їх організації.
Займався викладацькою діяльністю, був автором підручника «Погляд і наука малюнка», опублікованого в 1840-41 роках. З 1842 — кореспондент Наукового товариства в Кракові. У 1844—1848 роках — професор кафедри рисунка у варшавській Школі витончених мистецтв.